# طرح آیالا

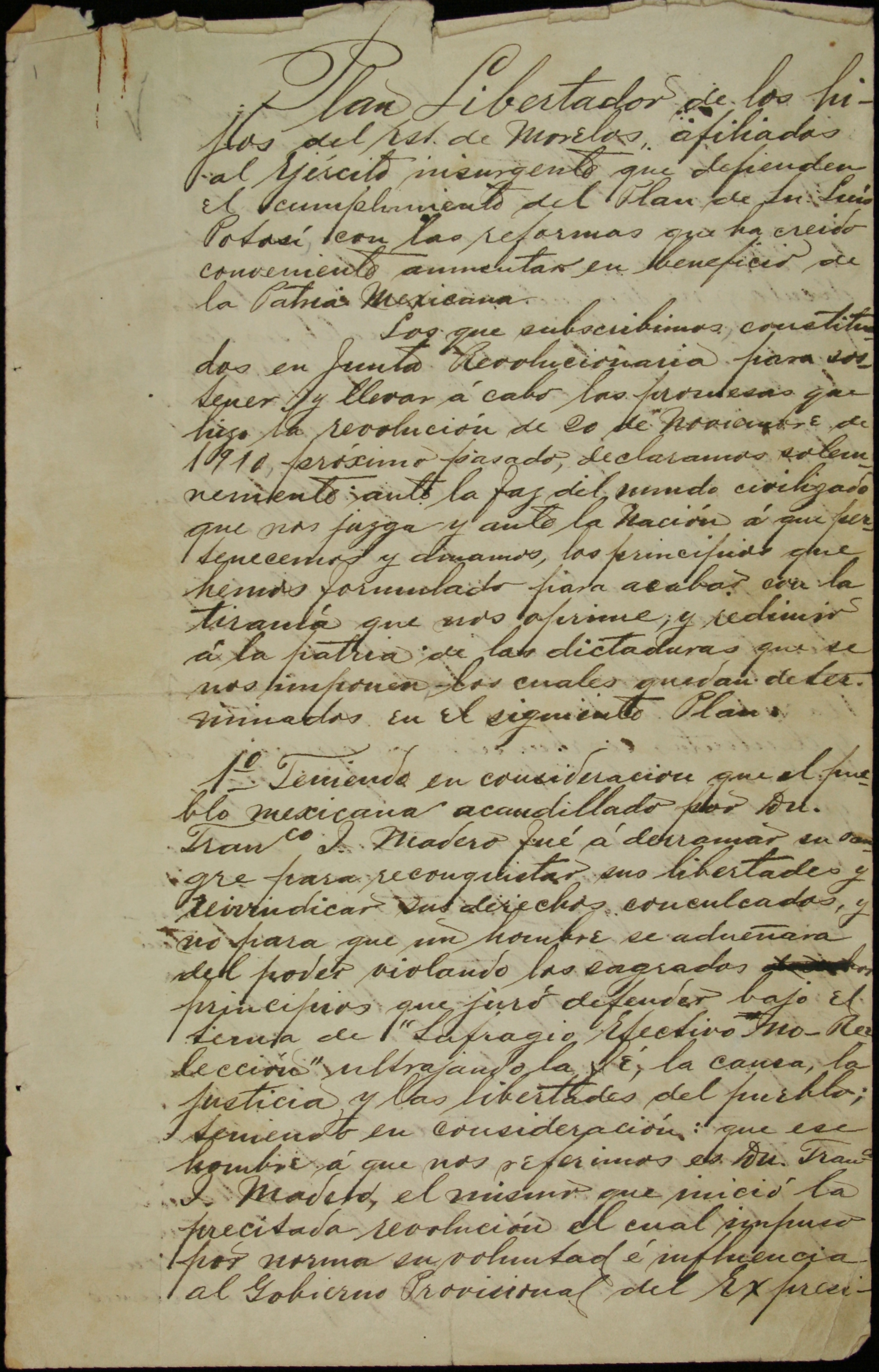
طرح آیالا (۱۹۱۱), با دستخط امیلیانو زاپاتا

طرح آیالا (به اسپانیایی: Plan de Ayala) پیش‌نویس سندی بود که امیلیانو زاپاتا، رهبر جنبش انقلابی مردم جنوب، طی انقلاب مکزیک نگاشت. در این سند زاپاتا رئیس‌جمهور مکزیک، فرانسیسکو مادرو، را به خاطر خیانت به آرمان‌های انقلاب محکوم و نامشروع می‌داند و به خواسته‌های مادرو در طرح سن لوئیس پوتوسی، و نظرش دربارهٔ اصلاحات اراضی اشاره می‌کند. این طرح نخستین بار در ۲۸ نوامبر سال ۱۹۱۱ در شهر آیالا، ایالت مورلوس، اعلان عمومی شد و بعد در ۱۹ ژوئن ۱۹۱۴ شامل تغییراتی شد. جان ووماک این طرح را همانند «کتاب مقدس» زاپاتیست‌ها می‌داند.